# Semmadon
Semmadon é uma comuna francesa na região administrativa de Borgonha-Franco-Condado, no departamento de Alto Sona. Estende-se por uma área de 10,82 km². Em 2010 a comuna tinha 115 habitantes (densidade: 10,6 hab./km²).